# Gotthilf Sellin
Gotthilf Theodor Erich Wilhelm Sellin (* 18. Mai 1844 in Ludwigslust; † 9. Oktober 1921 in Schwerin)  war ein deutscher Historiker, Lehrer, Esperantist und Autor. Er schrieb teilweise unter dem Pseudonym Erich Lilsen.

## Leben
Gotthilf Sellin wurde geboren als Sohn von Carl Wilhelm Sellin (1793–1850), Seminardirektor in Ludwigslust und von 1839 bis 1850 dort Pastor, und dessen Frau Emma, geb. Seiler (1807–1877), Pastorentochter aus dem Brandenburgischen, und wuchs unter zahlreichen älteren Geschwistern, darunter Carl Sellin auf. Er besuchte von Ostern 1857 bis Michaelis 1859 und nach einer Unterbrechung wieder in der Prima und Oberprima das Grossherzogliche Gymnasium Fridericianum in Schwerin, wo er Ostern 1863 sein Abitur ablegte. Gotthilf Sellin studierte an der Universität Halle-Wittenberg, an der er 1866 mit einer Arbeit in lateinischer Sprache über Burchard II. von Halberstadt promovierte. 1868 wurde er an seiner ehemaligen Schule Schulamtskandidat, 1872 Gymnasiallehrer, 1887 Gymnasialoberlehrer und 1900 Gymnasialprofessor. Am 31. März 1909 trat er in den Ruhestand.
Sellin heiratete am 28. September 1874 Mary Ange Felicie Harper (1852–1880), Adoptivtochter des Ferdinand Philip Rée und Pflegeschwester von Paul Rée. Sie hatten drei Töchter: Ellen (* 1875), verheiratet mit dem Arzt und Leiter der Anstalt Sachsenberg (heute Carl-Friedrich-Flemming-Klinik)  Felix Matusch (1856–1942), Gertrud (* 1877) und Mary (* 1880). Seine Frau starb bei der Geburt der dritten Tochter.
Bekannte Geschwister Sellins waren Gymnasiallehrer Carl Sellin (* 1833; vollständiger Name: Carl Adolph Franz Friedrich Wilhelm Sellin), Kaufmann Theodor Sellin (1835–1856), Pastor und Kirchenrat Wilhelm Sellin (1838–1931; vollständiger Name: Wilhelm Christoph Elias Bernhard Donatus Sellin), der Vater des Alttestamentlers Ernst Sellin, Kolonialdirektor Albrecht Sellin (* 1841; vollständiger Name: Albrecht Wilhelm Sellin) und die Schwestern Emma und Johanna Sellin.
Gotthilf Sellin unterrichtete außer Geschichte, Latein und Altgriechisch an seiner Schule in Schwerin auch Esperanto. Die Esperantodichterin Marie Hankel war 1903 seine Schülerin.
Sellin wurde in der Familiengrabstätte auf dem Alten Friedhof in Schwerin beigesetzt. Das Grab ist erhalten.

## Werke
- Vita Burchardi II Qui Bucco Etiam Dictus Est Episcopi Halberstadiensis: Particula I Et II.  Universität Halle-Wittenberg 1866 (Historische Dissertation)[5]
- Burchard II., Bischof von Halberstadt. Ein Beitrag zur Reichsgeschichte unter Kaiser Heinrichs IV. Schwerin 1870.
- Der Tusker. Roman aus der Zeit des Kaisers Tiberius. von Erich Lilsen. Mit einem Vorwort von Dr. Rudolf Kleinpaul, Friedrich Verlag, 1882.
- Das sabinische Landgut des Horaz. Eine Studienreise. Mit Karte und Tafel. Druck Bärensprung, Schwerin 1896. (19 S. 4°, Anlage zum Programm des Grossherzoglichen Gymnasium Fridericianum zu Schwerin i. M.).
- Burchard II., Bischof von Halberstadt  (1060–1088). München/Leipzig 1914.